# Victor Fialin, duc de Persigny

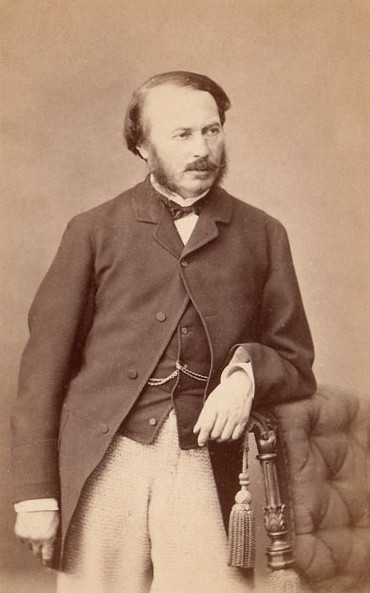
Fotografie von Jean-Gilbert-Victor Fialin, duc de Persigny, aufgenommen in den 1850er Jahren von Pierre-Louis Pierson

Jean-Gilbert-Victor Fialin, duc de Persigny (* 11. Januar 1808 in Saint-Germain-Lespinasse, Département Loire; † 12. Januar 1872 in Nizza) war ein französischer Diplomat und Staatsmann des Zweiten Kaiserreichs.

## Leben

### Abstammung und frühe Laufbahn
Jean-Gilbert-Victor Fialin war ein Sohn von Antoine Henri Louis Marie Fialin (1777–1810) und Anne Marie Girard de Charbonniéres (1771–1843). Sein Vater verließ Frau und Kinder, nahm an Napoleons Spanienfeldzügen teil und starb am 12. Dezember 1810 an einem heftigen Fieber. So als Kleinkind Waise geworden wurde Fialin von seinem Onkel mütterlicherseits, Claude Marie de Girard de Charbonnières (1772–1849), einem überzeugten Monarchisten, erzogen. Mittels eines Stipendiums besuchte er das königliche Collège von Limoges. 1826 trat er in die Militärschule von Saumur ein, 1828 als Quartiermeister in das 4. französische Husarenregiment. Von Haus aus royalistisch geprägt, ließ er sich für republikanische Ideen gewinnen und nahm an der Offiziersverschwörung von Pontivy zugunsten der Julirevolution von 1830 teil. Obwohl die Revolution erfolgreich war, wurde er wegen Insubordination entlassen und ging nach Paris. Dort wandte er sich dem Journalismus zu, wurde Mitarbeiter des Temps und nannte sich fortan Vicomte de Persigny, welcher Name und Titel einst in seiner Familie geführt worden war. Durch die Lektüre des Mémorial de Sainte-Hélène ließ er sich für den Bonapartismus begeistern, den er in einem neuen Journal, L’occident français, zu verbreiten suchte, von dem aber nur eine Nummer erschien.
1835 ging Persigny in die Schweiz, erhielt Zutritt bei Louis Napoleon, der damals in Arenenberg lebte, und wurde dessen treuer lebenslanger Freund. Er durchreiste Frankreich und Deutschland, um eine imperialistische Partei zu organisieren, und setzte Ende Oktober 1836 den Militäraufstand in Straßburg ins Werk. Nach dessen Misslingen entwich er aus der Untersuchungshaft nach Deutschland, irrte eine Zeitlang durch den Schwarzwald, folgte dem Lauf des Rheins und begab sich schließlich nach London, wo er eine Rechtfertigung des Putsches (Relation de l’entreprise du prince Louis Napoléon, London 1837) veröffentlichte. Er gehörte hier auch seit 1838 wieder zu Louis Napoleons nächster Umgebung. Dann begleitete er den Prinzen zurück nach Arenenberg und nahm im Juli 1840 an dessen fehlgeschlagenem Unternehmen in Boulogne teil. Dabei wurde er gefangen genommen und vom Pairshof zu 20-jähriger Haft verurteilt, die er in der Zitadelle von Doullens antrat. Während seiner Zeit im Arrest schrieb er die Abhandlung De la destination et de l’utilité permanente des Pyramides (1845), in der er die Hypothese aufstellte, dass die ägyptischen Pyramiden nicht nur als Begräbnisstätte der Pharaonen, sondern vor allem der Abwehr des Eindringens von Wüstenstaub ins Niltal gedient hätten.

### Politische Karriere unter Napoleon III.
Beim Ausbruch der Februarrevolution 1848 befand sich Persigny krankheitshalber in einem Militärspital in Versailles und kam damals wieder frei. Er eilte sofort nach Paris, sammelte die Bonapartisten, förderte die Herausgabe mehrerer Volksblätter, bereiste das Innere Frankreichs und trug nach Kräften zur Wahl Louis Napoleons zum Präsidenten der Republik (10. Dezember 1848) bei. Dieser ernannte ihn zur Belohnung zu seinem Adjutanten. Außerdem wurde Persigny in den Generalstab der Pariser Nationalgarde aufgenommen.
Seit Mai 1849 als Repräsentant der Départements Nord Mitglied der Nationalversammlung, war Persigny hier einer der wichtigsten Verteidiger der Politik des Präsidenten, der ihn zu wichtigen diplomatischen Sendungen, so von Dezember 1849 bis April 1850 nach Berlin, verwendete. Am Tag des Staatsstreichs Napoleons III. (2. Dezember 1851), in den Persigny als einer der ersten eingeweiht war, besetzte er gemeinsam mit dem General Espinasse an der Spitze des 42. Linienregiments den Palais Bourbon, den Sitz der Nationalversammlung. Dann wurde er Mitglied der Konsultativkommission. Von einer Mission nach Brüssel zurückgekehrt wurde er am 22. Januar 1852 anstelle Mornys Innenminister. Er unterzeichnete den Beschluss, die Familiengüter der Orléans zu konfiszieren und leitete die ersten Wahlen des Gesetzgebenden Körpers. Vom 25. Januar 1852 bis zum 23. Juni 1853 übte er auch das Amt des Handels- und Landwirtschaftsministers aus. Am 27. Mai 1852 vermählte er sich mit Albine Marie Napoléone Aglaé Ney, Prinzessin de la Moskowa (1832–1890), einzige Tochter von Napoléon Joseph Ney und Enkelin des Marschalls Ney. Bei dieser Gelegenheit erhielt er 500.000 Francs sowie den Grafentitel. Am 31. Dezember 1852 wurde er zum Senator ernannt.
Nachdem Persigny im April 1854 aus Gesundheitsrücksichten sein Amt als Innenminister niedergelegt hatte, ging er im Mai 1855 als französischer Gesandter nach London; wo er als Anhänger der englisch-französischen Allianz bis März 1858 blieb und dann in Aimable Pélissier einen Nachfolger erhielt. Doch kehrte er am 18. Mai 1859 auf seinen Gesandtschaftsposten nach London zurück. Bereits am 16. Juni 1856 war er zum Großkreuz der Ehrenlegion ernannt worden. Vom 24. November 1860 bis zum 23. Juni 1863 war er wieder Innenminister und vertrat mit Energie und Geschick das streng absolutistische Repressivsystem. Der Ausgang der Pariser Wahlen 1863, bei denen sämtliche Oppositionskandidaten gewannen, veranlasste Persigny zum Rücktritt. Am 13. September 1863 wurde er vom Kaiser zum Herzog ernannt. Seitdem war er nur noch als Senator und als Mitglied des Geheimen Rats politisch tätig. Der konstitutionellen Wendung des Kaisertums widersetzte er sich nach Kräften in Reden und Briefen. Nach dem Sturz Napoleons III. (4. September 1870) begab er sich nach London, lehnte im Februar 1871 eine Kandidatur für die Nationalversammlung im Département Loire ab und reiste zur Wiederherstellung seiner Gesundheit nach Nizza, wo er im nächsten Jahr am 12. Januar 1872 im Alter von 64 Jahren starb. Seine Memoiren wurden erst 1896 in Paris von Henri de Laire, Grafen von Espagny, herausgegeben.